# Stazione di Riola
Stazione di Riola vasútállomás Olaszországban, Riola településen.

## Vasútvonalak
Az állomást az alábbi vasútvonalak érintik:
- Porrettana-vasútvonal

## Kapcsolódó állomások
A vasútállomáshoz az alábbi állomások vannak a legközelebb:
- Stazione di Silla
- Stazione di Carbona